# Pistolet M15
M15 General Officers – przeznaczona dla wyższych oficerów United States Army kompaktowa wersja pistoletu M1911.
Na początku lat 70. US Army rozpoczęła poszukiwania nowego pistoletu samopowtarzalnego przeznaczonego dla wyższej kadry oficerskiej, następcy pistoletu M1908. Po serii testów wybrano konstrukcję zaprojektowaną przez Rock Island Arsenal oznaczoną jako XM70. Została ona przyjęta do uzbrojenia US Army jako M15.
Po wprowadzeniu w latach 80. do uzbrojenia Sił Zbrojnych Stanów Zjednoczonych pistoletu M9 kalibru 9 mm Parabellum pistolet M15 został wycofany z uzbrojenia.